# Liancourt-Saint-Pierre
Liancourt-Saint-Pierre är en kommun i departementet Oise i regionen Hauts-de-France i norra Frankrike. Kommunen ligger i kantonen Chaumont-en-Vexin som tillhör arrondissementet Beauvais. År 2022 hade Liancourt-Saint-Pierre 577 invånare.

## Befolkningsutveckling
Antalet invånare i kommunen Liancourt-Saint-Pierre
| Referens: INSEE |